# Befälselev
Befälselev var från 1937 benämning på värnpliktig som utbildades till befäl i det svenska försvaret. Befälselev var också benämning på styrmans- och maskinistelever i den svenska handelsflottan.